# Achladochóri (ort i Grekland, Nomós Serrón)
Achladochóri (Achladochori) är en ort i Grekland.   Den ligger i prefekturen Nomós Serrón och regionen Mellersta Makedonien, i den nordöstra delen av landet, 400 km norr om huvudstaden Aten. Achladochóri ligger 494 meter över havet och antalet invånare är 596.
Terrängen runt Achladochóri är kuperad västerut, men österut är den bergig. Achladochóri ligger nere i en dal. Runt Achladochóri är det ganska tätbefolkat, med 108 invånare per kvadratkilometer. Närmaste större samhälle är Sidirókastro, 15,7 km sydväst om Achladochóri. I omgivningarna runt Achladochóri växer i huvudsak blandskog.